# Viburnum suspensum
Viburnum suspensum är en desmeknoppsväxtart som beskrevs av John Lindley. Viburnum suspensum ingår i släktet olvonsläktet, och familjen desmeknoppsväxter. Inga underarter finns listade i Catalogue of Life.